# Kuranda Scenic Railway
Kuranda Scenic Railway (skrót: KSR) – linia kolejowa w Australii, w stanie Queensland, łącząca miasta Cairns i Kuranda. Linia, z uwagi na bardzo malowniczy przebieg trasy, posiada duże znaczenie dla turystyki regionu.
Kolej do Kurandy wybudowano w 1891 i, z uwagi na konfigurację terenu, poprowadzono niezwykle krętą trasą, pełną serpentyn, mostów (m.in. na rzece Surprise Creek) i tuneli (tych ostatnich przebito 15). Do dużych atrakcji przejazdu należy zbocze o wysokości okołó 300m i przejazd w okolicy dużych wodospadów Stoney Creek Falls i Barron Falls. W wagonach rozmieszczone są ekrany LCD, które zapoznają turystów z historią kolei i okolic.
Służbę czysto turystyczną kolej rozpoczęła od 1936, wcześniej była to zwykła linia publiczna.

## Galeria

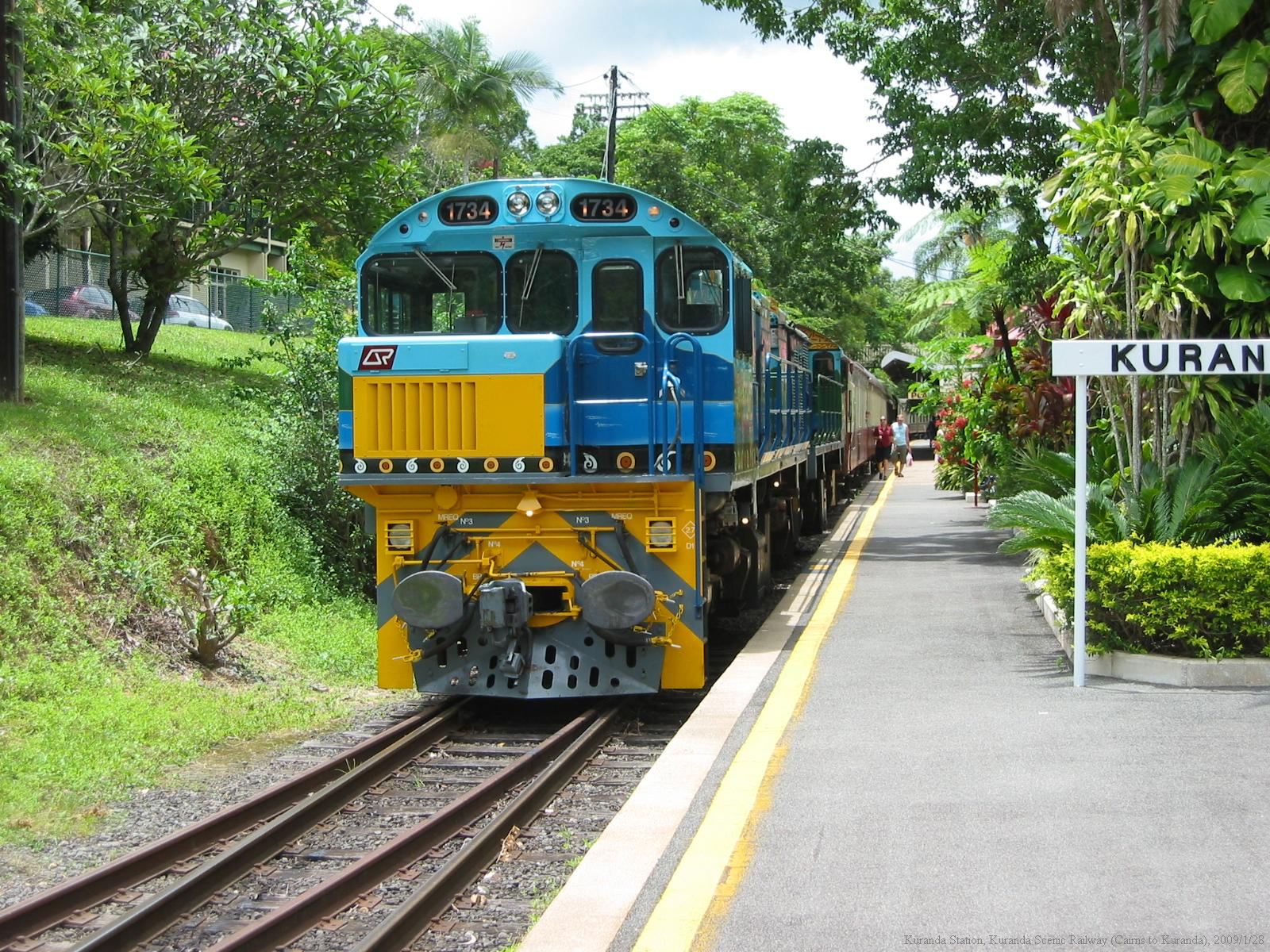
Pociąg kolei Kuranda
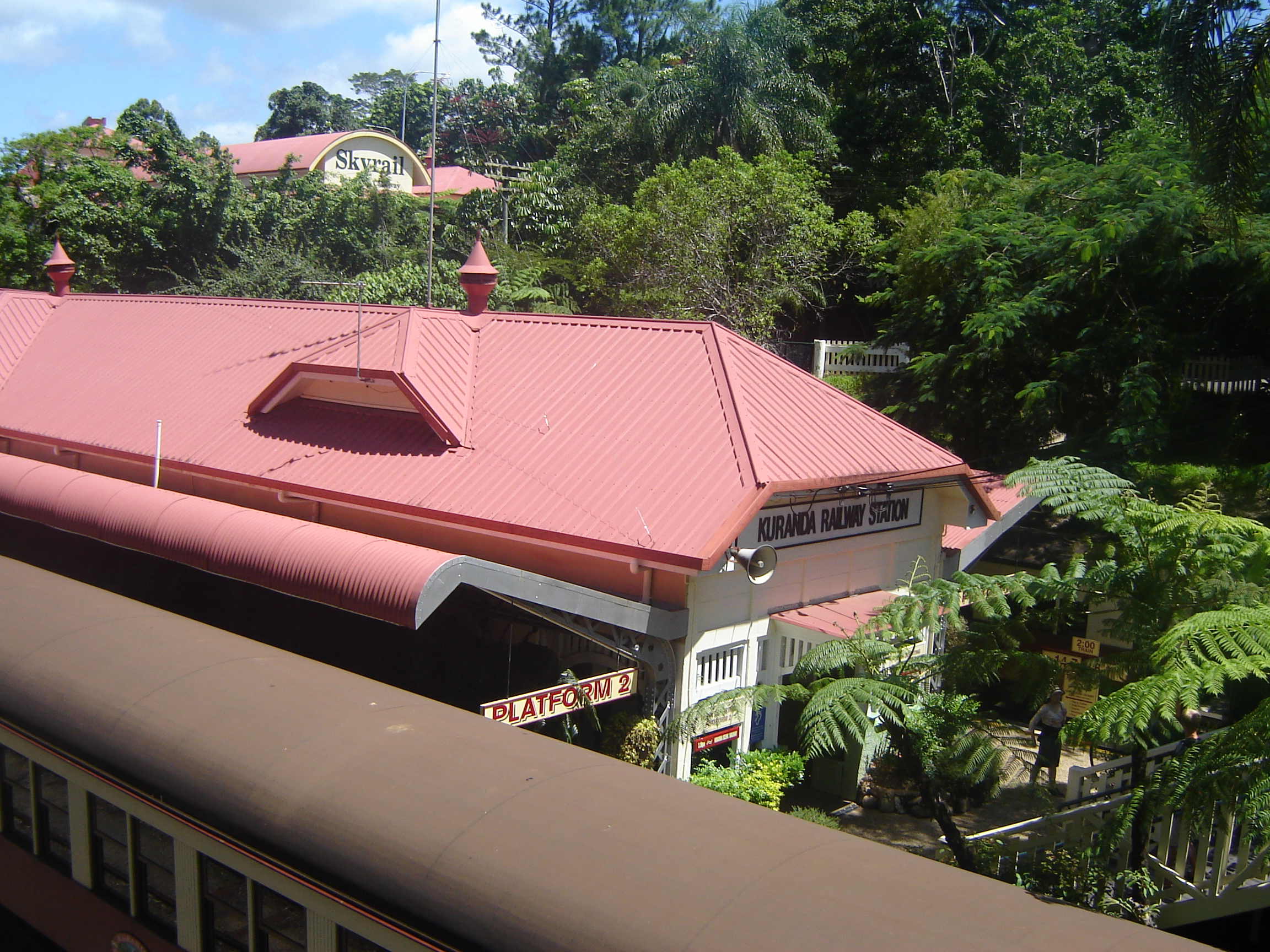
Stacja na kolei Kuranda
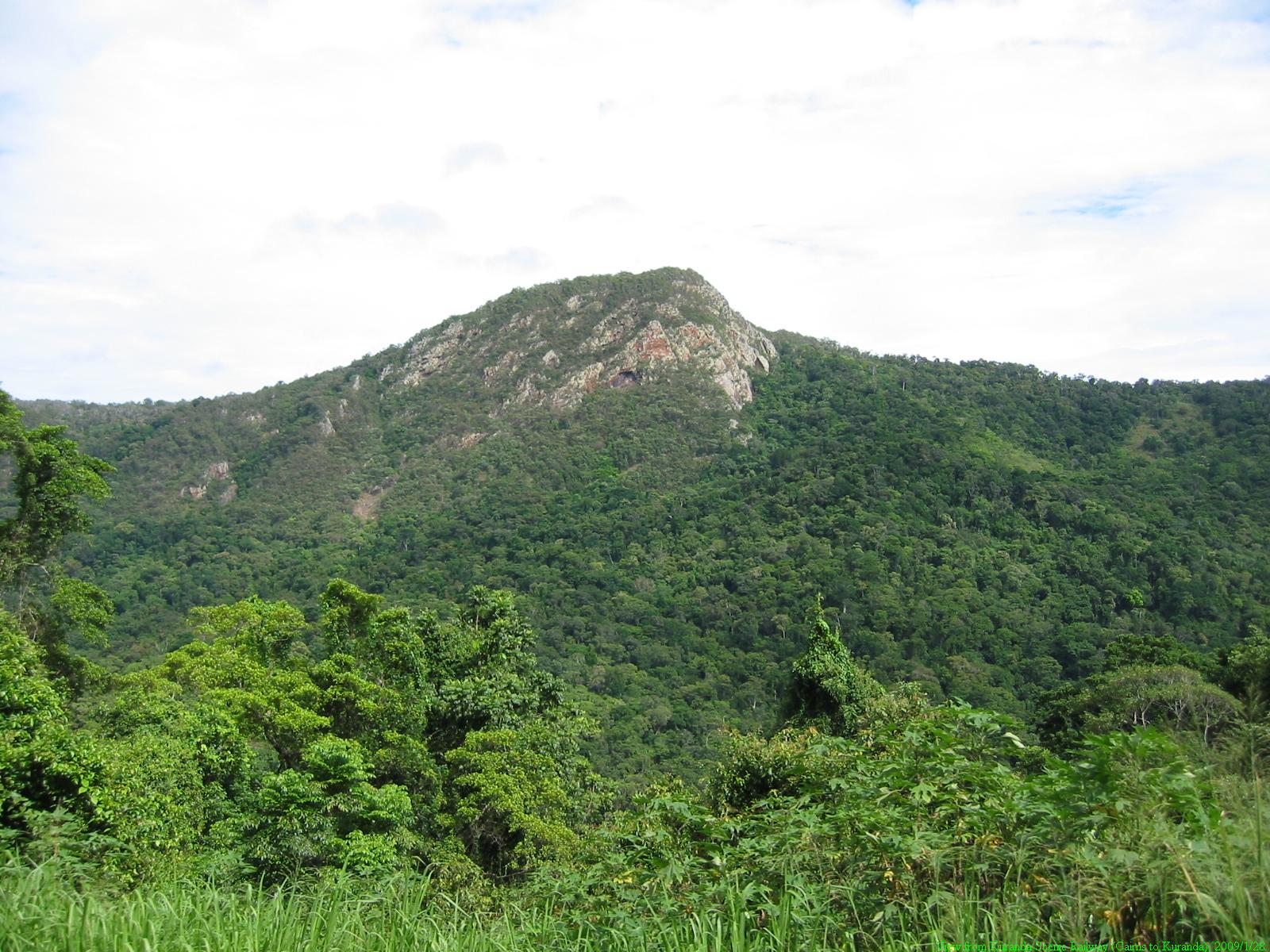
Górska sceneria w okolicy linii